# ジョン・スーン
ジョン・ランドルフ・スーン（John Randolph Thune、1961年1月7日 - ）は、アメリカ合衆国の政治家。共和党所属の上院議員（4期）、上院多数党院内総務・上院共和党院内総務（第119議会）。
下院議員（3期）、上院多数党院内幹事（第116議会）、上院少数党院内幹事（第117・118議会）を歴任した。

## 経歴
サウスダコタ州ピアにて、ノルウェー系の父ハロルド・リチャード・スーンとカナダ出身の母イヴォンヌ・パトリシアとの間で生まれる。マッドと言う兄弟がいる。高校時代はスポーツをしており、バスケットボールや陸上トラック競技やサッカーなどスポーツ競技で活躍した。バイオラ大学に進学後もバスケットボールで活躍し、1983年に文学士の学位を取得して卒業。その後、サウスダコタ大学にも進み、経営学修士の学位を取得した。
1985年から1987年にジェイムズ・アブドナー上院議員の立法上の側近として務める。1989年にはピアに移り、2年間、共和党の専務取締役として勤めた。1991年から1993年までサウスダコタ州知事ジョージ・S・ミケルソンにより指定された鉄道取締役として務めた。
1996年に下院選挙に共和党候補として出馬した。共和党指名争いでは有力されていた副知事候補を求めていたキャロル・ヒラードを破り、共和党指名を勝ち取った。民主党候補のリック・ウェイランドにも勝利し、下院議員に当選した。1998年と2000年には7割以上の得票率で当選している。
2002年に上院選挙に出馬するが、民主党のティム・ジョンソンに敗れる。 2004年に再び上院選挙に挑戦した際には、ジョージ・W・ブッシュ大統領と副大統領のディック・チェイニーの強力な後押しを受けた。対する民主党候補は、大統領選挙への出馬を急遽取りやめたが、上院の民主党トップの院内総務を10年間務めていたトム・ダシュルであった。ダシュルの同性婚や妊娠中絶支持などのリベラルなイデオロギー観が、保守的なサウスダコタ州にはそぐわないとの訴えが有利に働き、4508票差で上院議員に当選した。現役の院内総務が選挙で敗北するのは、1952年以来の出来事であった。2010年の中間選挙ではサウスダコタ州の上院選に出馬する対抗馬がいなかったのでほぼ100%の得票率で再選を果たし、以降の2016年、2022年の選挙でも民主党候補を圧倒している。
2008年の大統領選挙でジョン・マケインが共和党候補になると彼は副大統領候補の中の1人に挙がっていた。結果的にサラ・ペイリンが副大統領候補に選ばれた。2012年の大統領選挙では彼が出馬するのではと言われていた。しかし彼は出馬をしないと拒否した。大統領選でミット・ロムニーが共和党候補になると彼は有力な副大統領候補にも挙がっていた。しかし、ロムニーは副大統領候補にポール・ライアンを選んだ。
彼は共和党の会議副会長を務め、2009年に共和党政策委員会を務め、2011年に共和党大会委員長に選ばれた。2019年には、上院共和党ナンバー2の院内幹事に就任した。

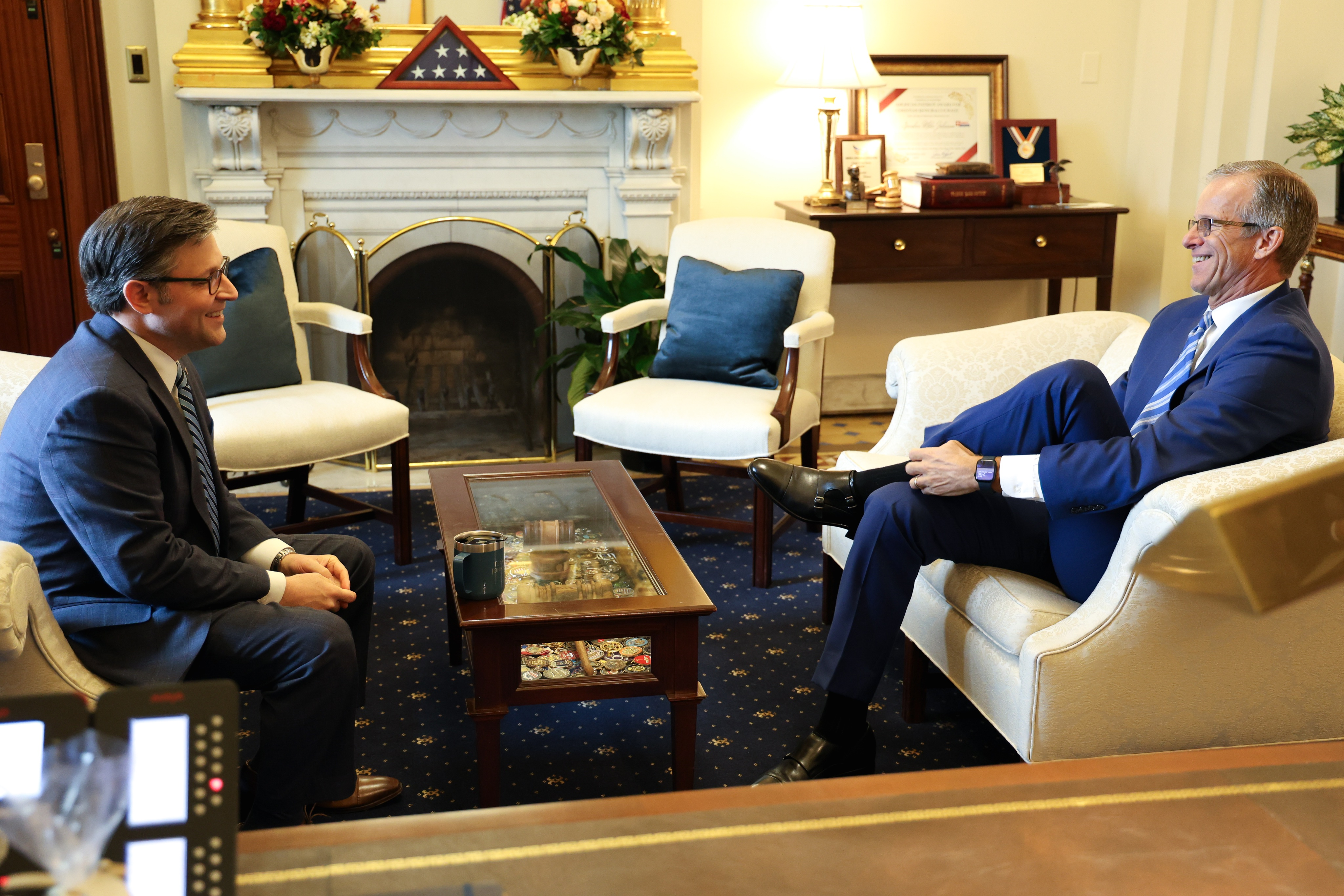
下院トップのマイク・ジョンソン下院議長と。

2024年11月、上院共和党を18年の長きに渡って率いたミッチ・マコーネルの院内総務退任に従って行われた共和党上院議員の選挙によって、同じく穏健派のジョンコーニンやトランプに近い議員やイーロン・マスクによって支持されたリック・スコットを破り、共和党トップの院内総務に選ばれた。直前の2024年アメリカ合衆国選挙において、共和党が上院を民主党から奪還していたため、翌年から上院多数党院内総務に就任することも決まった。
制度派と呼ばれる共和党内の穏健派に所属しており、主要政策では伝統的な共和党の姿勢を取る。エネルギー政策に注力しており、委員会などで主導的な役割を果たしている。エタノールや風力発電などのエネルギー政策で、地元サウスダコタ州でとうもろこし栽培や風の強い草原での風力エネルギー推進をしている。同性結婚や妊娠中絶に反対し、銃を持つ権利を重視している。

## 人物
上院議員に当選してからも、ランニングイベントに参加するなど、スポーツマンであり、2012年のRunner's World Magazineにおいて、「2009年以降で最も足の速い議員」と紹介された。エヴァンジェリカルのクリスチャンであり、アメリカ西部野外風のざっくばらんな雰囲気で知られている。